# Cruzaltense
Cruzaltense är en kommun i Brasilien.   Den ligger i delstaten Rio Grande do Sul, i den södra delen av landet, 1 400 km söder om huvudstaden Brasília. Antalet invånare är 2 141.
Trakten runt Cruzaltense består till största delen av jordbruksmark. Runt Cruzaltense är det ganska glesbefolkat, med 21 invånare per kvadratkilometer.